# Юозас Тумас
Юо́зас Ту́мас (лит. Juozas Tumas; 20 вересня 1869, Малайшяй, Вількомирський повіт, Ковенська губернія, тепер Литва — 29 квітня 1933, Каунас)  — литовський письменник, драматург, критик, публіцист, літературознавець, церковний та громадський діяч. Відомий за псевдонімом Юо́зас Ва́йжгантас лит. Juozas Vaižgantas).

## Життєпис

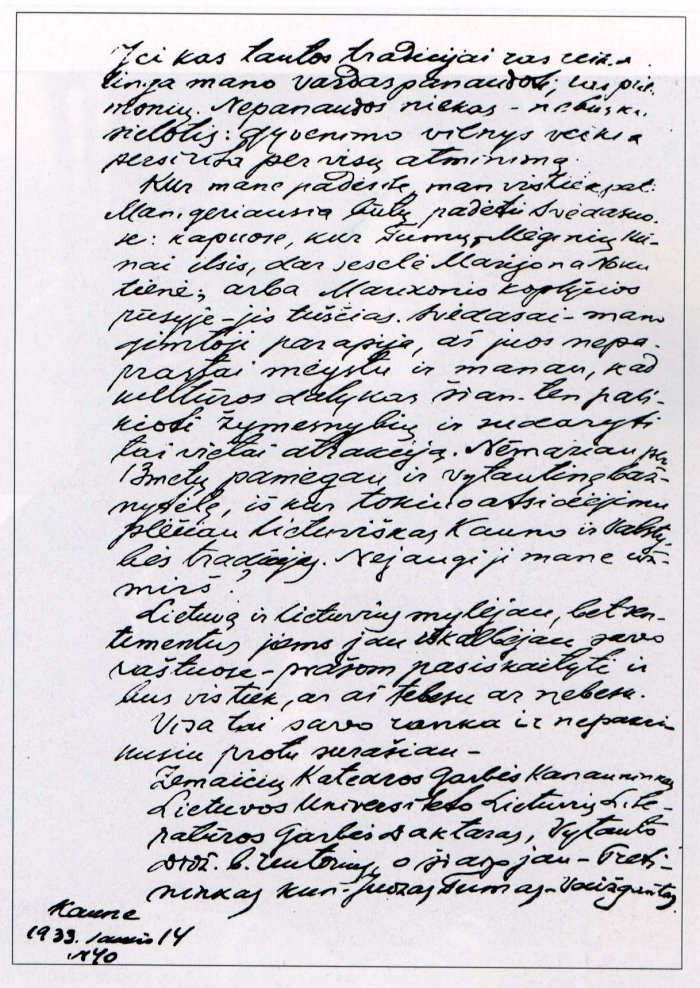
Рукопис Вайжгантаса

Народився у селянській родині на сході Литви, неподалік від містечка Сведасай. Навчався у Дюнабурзькій реальній гімназії (1881—1888). Виховувався на литовських періодичних виданнях, заборонених московською цензурою.
1888—1893 — навчався у Каунасі в Каунаській духовній семінарії. Після закінчення призначений вікарієм католицького приходу у Мітаве. Підключився до громадської діяльності, у 1896—1904 керував виданням клерикальної газети „Tėvynės sargas“ («Страж Батьківщини»; редактор з 1897). Церковна влада, невдоволена його діяльністю, почала зміщати по різних місцях.
1906—1911 — жив у Вільно і працював у редакціях газет «Вильняус жініос» („Vilniaus žinios“; «Віленські вєесті», 1907), «Вільтіс» („Viltis“; «Надія», 1907—1911), пізніше — «Ріто гарсас» („Ryto garsas“; «Ранковий голос», 1914). У 1911 побував у США.
у 1914 був переведений до Риги, де редагував газету «Рігос гарсас» („Rygos garsas“; «Голос Риги»). Під час Першої світової війни у 1915 в Петрограді брав участь у діяльності комітету надання допомоги литовським біженцям. Став засновником Партії національного прогресу (Tautos Pažangos Partija), брав участь у представницьких зібраннях литовців у Петрограді («Петроградський сейм») і Стокгольмі.
У 1918 повернувся до Литви і у Вільні взяв участь у роботі комітету допомоги біженцям, видавав газету «Летувос айдас» („Lietuvos aidas“; «Ехо Литви»), в 1919 почав видання газети «Непріклаусома Летува» („Nepriklausoma Lietuva“; «Незалежна Литва»). У 1920 переїхав до Каунаса. Був призначений ректором костела Вітовта Великого (до 1932).
Одночасно працював на Гуманітарному факультеті Литовського університету в Каунасі (з 1930 йменувався Університетом Вітовта Великого): у 1922—1929 читав лекції по історії литовської літератури. У 1929 удостоєний звання почесного доктора.
Крім того, писав художні публіцистичні твори, редагував різні газети і журнали, брав участь у діяльності чисельних політичних, громадських, культурних організацій. Подорожовав по Італії (1931) та Швеції (1932). У 1932—1933 голова Спілки литовських письменників.
Похований у костелі Вітовта Великого у Каунасі.

## Літературна діяльність
Один із найпродуктивніших і багатогранних литовських письменників, майстер прози. Почав писати вірші і прозу ще в реальній гімназії. Навчаючись у семінарії, почав співробітничати у клерикальних виданнях. На ранньому етапі творчості писав головним чином дрібні нариси, невеликі за розміром драматичні і прозаїчні твори. Вони увійшли у збірник «Картини» (1902), «Сценічні картини», «Алегоричні картини» (1906—1916).
Цикл оповідань про стражданні людей під час війни об'єднаний у «Картини війни» (1914—1917).
У перші ряди литовської літератури Вайжгантас висунувся у 1920-ті рр., коли звернувся до створення оповідань «Дядьки і тітки» (1921, найпопулярніший твір), «Виродок», «Німий» (1930), «Жемайтський Робінзон» (1932), романа «Рак сім'ї» (1927—1929) про життя конвенської інтелігенції в останнє десятиліття XIX ст., епопеї «Проблески. Картини боротьби за культуру» (варіант перекладу назви «Просвіти»; 1918—1920).
Тритомний роман «Проблески» своєрідна епопея литовського національного відродження і життя Литви у роки революції 1905. За структурою роман не має єдиної фабули, а складається із цілої низки самостійних оповідань, що об'єднані загальною темою національного життя Литви. Епопеєю Тумас-Вайжгантас зайняв місце у перших рядах стилістів литовської прози завдяки насиченій мові, образотворчим засобам, які брав із повсякденного життя і побуту, вмінню спіймати характерні риси змальованих явищ і побуту, широкої галереї живописних портретів.

## Критико-літературознавча діяльність
За матеріялами своїх університетських лекцій видав біографічні нариси про Майроніса, Антанасе Баранаускасе, Вінцаса Кудирке, писав статті про А. Венажіндісе, Венуоліса, Пеледі Лаздину і багато інших литовських письменників. Прискіпливо збирав документально-фактичний матеріал для своїх історико-літературних праць, які залишають важливим джерелом свідчень для досліджень литовської літератури.

## Видання
- Vaižganto raštai: 19 t. («Сочинения», 19 т.). — Kaunas; Vilnius: Švyturys, 1922—1938.
- Raštai: 3 t. («Сочинения», 3 т.). — Kassel-Mattenberg, 1948.
- Rinktiniai raštai: 2 t. («Избранные сочинения», 2 т.). — Vilnius: Valst. grož. lit. l-kla, 1957.
- Raštai («Сочинения»). — Vilnius, 1994 — издание продолжается.

Книги
- Vaizdeliai. — Tilžė, 1902. — 60 p.
- Scėniškieji vaizdeljai. — Peterburgas, 1906. — 98 p.
- Šis tas: trys Vaižganto apysakėlės. — Shenandoah, 1906. — 18 p.
- Vaizdeliai. — Tilžė, 1908. — 60 p.
- Ten gera, kur mūsų nėra, arba neapleiskime Tėvynės!: (pasakojimai, kaip mūsų išeiviams sekasi Amerikoje). — Kaunas, 1912. — 224 p.
- Karo vaizdai; Rimai ir nerimai. — Ryga, 1915. — 136 p.
- Alegorijų vaizdai. — Petrapilis, 1916. — 136 p.
- Lietuvos «žodis»: šių dienų apsakymėlis. — Petrapilis, 1916. — 64 p.
- Vanduo ir oras. — Petrapilis, 1917. — 31 p.
- Pragiedruliai: [2 kn] («Проблески»). — Vilnius: Švyturys, 1918—1920.
- Aplink Baltiją: kas jau yra pajūryje ir kas dar norėtų ten būti. — Vilnius: Švyturys, 1919. — 95 p.
- Tiesiant kelią Lietuvos nepriklausomybei, 1916—1917 m. — Vilnius, 1919. — 40 p.
- Jaunam veikėjui: 20 feljetonų. — Kaunas, 1925. — 151 p.
- Kanauninkas Petras Legeckas ir jo gyvenimo nuotykiai. — Marijampolė, 1930. — 43 p.
- Pragieduliai: vaizdai kovos dėl kultūros: 4t. («Проблески»). — Kaunas, 1942—1944.
- Dėdės ir dėdienės («Дяди и тетки»). — Kaunas: Valst. grož. lit. l-kla, 1945. — 124 p.
- Vaizdai. — [Kaunas]: Valst. grož. lit. l-kla, 1947. — 582 p.
- Pragiedruliai: 3t. — Kassel-Mattenberg: Aistia, 1948.
- Dėdės ir dėdienės. — Kassel-Mattenberg: Aistia, 1949. — 175 p.
- [Rinktinė]. — Kaunas: Valst. ped. lit. l-kla, 1956. (Mokinio biblioteka).
- Dėdės ir dėdienės. — Vilnius: Valst. grož. lit. l-kla, 1963. — 99 p.
- Dėdės ir dėdienės. — Kaunas: Šviesa, 1967. — 95 p. (Mokinio biblioteka).
- Rimai ir Nerimai. — Chicago, 1969. — 55 p.
- Pragiedruliai: vaizdai kovos dėl kultūros: 2 d. — Vilnius: Vaga, 1969.
- Valiulio pasaka: [apsakymai]. — Vilnius: Vaga, 1969. — 240 p.
- Tiesiant kelią Lietuvos nepriklausomybei, 1916—1917 m. — Chicago: Ped. Lituanistikos inst., 1969. — 40 p.
- Mikutis gamtininkas. — Vilnius: Vaga, 1972. — 111 p.
- Dėdės ir dėdienės; Nebylys; Rimai ir Nerimai: apysakos. — Vilnius: Vaga, 1974. — 236 p.
- Dėdės ir dėdienės: apysaka. — Kaunas: Šviesa, 1978. — 95 p. (Mokinio biblioteka).
- Valiulio pasaka: [apsakymai]. — Vilnius: Vaga, 1978. — 288 p.
- Rimai ir Nerimai: apysakos ir apsakymai. — Vilnius: Vaga, 1979. — 421 p.
- Napalys darbus dirba. — Vilnius: Vaga, 1983. — 31 p.
- Apysakos, apsakymai, vaizdai. — Kaunas: Šviesa, 1984. — 368 p.
- Pragiedruliai: vaizdai kovos dėl kultūros. — Vilnius: Vaga, 1989. — 652 p.
- Nebylys. — Vilnius: Vaga, 1995. — 124 p.
- Mikutis gamtininkas. — Kaunas: Spindulys, 1997. — 136 p.
- Laiškai Klimams. — Vilnius: Lietuvių literatūros ir tautosakos inst., 1998. — 453 p.
- Dėdės ir dėdienės; Nebylys. — Vilnius: Baltos lankos, 1998. — 189 p. (Skaitinių serija; 23).

Драматические произведения
- Scenos vaizdai: monologai ir dialogai. — Ryga, 1913. — 116 p.

### Переклади творів Тумаса на інші мови
- Вайжгантас. Дядьки та тітки. — Вильнюс: Vaga, 1968. — 100 с.
- Vaižgantas. Sin at Easter and other stories. — New York, 1971.
- Vaižgantas. Onud ja tadid. — Tallinn: Eesti Raamat, 1985. — 256 p.
- Вайжгантас. Німий: повісті. — Вильнюс: Vaga, 1988. — 350 c.
- Legendy Wileńskie: legendy Wileńskie spisali litewscy i polscy działacze sztuki i uczeni / Albert Wijuk Kojałowicz … [et al.]. — Vilnius, 1998.

## Пам'ять
У квартирі, в який жив письменник у 1920—1933 на вулиці Алексото в Каунасі, працює меморіальний музей — філіал Музею литовської літератури імені Майроніса. Ім'я Тумаса-Вайжгантаса носить велиця у Вільнюсі (Jurgio Baltrušaičio gatvė).